# Hannah Kudjoe
Hannah Kudjoe (tháng 12 năm 1918 - 9 tháng 3 năm 1986), née Hannah Dadson, là một nhà hoạt động nổi tiếng cho nền độc lập của Ghana trong những năm 1940 và 1950. Bà là một trong những người theo phong trào dân tộc cấp cao đầu tiên trong phong trào này , và là Thư ký Tuyên truyền Quốc gia cho Đảng Nhân dân Công ước. Bà cũng là một nhà từ thiện tích cực và làm việc để cải thiện cuộc sống của phụ nữ ở vùng Bắc Ghana.

## Tuổi thơ
Sinh ra ở Busua, ở Vùng phía Tây của Bờ biển Vàng (nay là Ghana) vào tháng 12 năm 1918, Kudjoe là con út trong số 10 người con. Sau khi học xong, cô trở thành một thợ may nổi tiếng ở Tarkwa, nơi cô kết hôn với JC Kudjoe. Chồng của Kudjoe là quản lý của một mỏ vàng gần Tarkwa. Cuộc hôn nhân không kéo dài và cô bắt đầu tách ra sống với anh trai mình, EK Dadson, một nhà hoạt động nổi tiếng của Hội nghị Bờ biển Vàng (UGCC). Cô được truyền cảm hứng để tham gia chính trị khi Kwame Nkrumah ở lại nhà họ vào tháng 6 năm 1947 và thuyết phục cô về tầm quan trọng của phụ nữ trong chính trị.

## Sự nghiệp chính trị
Sau cuộc gặp với Nkrumah, Kudjoe bắt đầu tăng cường hỗ trợ cho UGCC. Vào tháng 3 năm 1948, khi Big Six của bữa tiệc bị bắt, cô đã quyên tiền và lãnh đạo một chiến dịch phát hành. Cô đã tham gia vào Ủy ban Tổ chức Thanh niên trong UGCC và theo dõi họ khi họ tách khỏi UGCC để thành lập CPP, và là người phụ nữ duy nhất có mặt khi quyết định chia tay được đưa ra.  Kudjoe là quan trọng với Positive Action, một chiến dịch bất tuân dân sự hàng loạt mà cuối cùng dẫn đến việc chấm dứt chế độ thuộc địa, và cô lấy cảm hứng từ sự ủng hộ to lớn cho CPP thông qua chiến dịch này. Sau đó, cô trở thành Thư ký Tuyên truyền Quốc gia cho CPP và là một nhà tổ chức cực kỳ hiệu quả, huy động nhiều người, bao gồm cả phụ nữ, tham gia CPP.